# Otatitlán de Morelos
Otatitlán de Morelos är en ort i Mexiko.   Den ligger i kommunen Villa Talea de Castro och delstaten Oaxaca, i den sydöstra delen av landet, 400 km sydost om huvudstaden Mexico City. Otatitlán de Morelos ligger 1 531 meter över havet och antalet invånare är 260.
Terrängen runt Otatitlán de Morelos är huvudsakligen bergig, men åt sydväst är den kuperad. Runt Otatitlán de Morelos är det ganska glesbefolkat, med 23 invånare per kvadratkilometer. Närmaste större samhälle är Tanetze de Zaragoza, 7,0 km väster om Otatitlán de Morelos. I omgivningarna runt Otatitlán de Morelos växer i huvudsak städsegrön lövskog.